# Elisabeth Siegel
Elisabeth Siegel (* 7. Februar 1901 in Kassel; † 9. März 2002 in Osnabrück) war eine deutsche Pädagogin und Sozialpädagogin sowie Hochschullehrerin.
Sie gilt als eine der Wegbereiterinnen für Frauen im Hochschulwesen Deutschlands. Wegen ihrer Ablehnung des Nationalsozialismus verlor sie 1933 ihre Stelle auf Grund des Gesetzes zur Wiederherstellung des Berufsbeamtentums. Nach Ende des Zweiten Weltkriegs berief sie das Niedersächsische Kultusministerium nach Hannover, um die Ausbildung in sozialpädagogischen Berufen wieder aufzubauen. Sie lehrte Pädagogik und Sozialpädagogik in Osnabrück. Die Arbeitsgemeinschaft Sozialdemokratischer Frauen stiftete zum 100. Geburtstag von Elisabeth Siegel den Elisabeth-Siegel-Preis.

## Leben

### Kindheit und Jugend
Elisabeth Siegel wuchs mit drei Brüdern in Kassel auf, unter ihnen der spätere Puppenspieler Harro Siegel und der Kunstsammler Hans Wilhelm Siegel; der dritte Bruder Rolf fiel 1944. Ihr Vater stammte aus Düsseldorf, ihre Mutter war Ostfriesin und in einem mennonitischen Elternhaus aufgewachsen. Elisabeth Siegel sagte über ihre Mutter, diese sei von einer „etwas aufsässigen, sehr zur Selbstständigkeit neigenden geistigen Sondereinstellung“ gewesen und über ihre eigene Erziehung und die ihrer Geschwister: „Deswegen sind wir von Kindesbeinen an nicht wie Dutzendware behandelt worden und haben uns auch nicht so gefühlt.“ Bereits vor ihrem Abitur 1920 hatte sie während des Ersten Weltkriegs von Mai bis November 1918 als Zwangsarbeiterin „Kriegshilfsdienst“ in einer Munitionsanstalt bei Kassel geleistet. Damals erfuhr sie, wie sie als Hundertjährige sagte, „dass die Bevölkerung im Unterschied zu dem, was wir in unseren Elternhäusern hörten, überhaupt nicht an den Endsieg glaubte, sondern sagte: ‚Der Krieg ist sowieso verloren.‘“ 1921 bis 1923 machte sie ein Praktikum in einem Kinderheim in Meura (Thüringen).

### Studium
Von 1923 bis 1925 studierte sie in Hamburg am Sozialpädagogischen Institut; ihr Arbeitsschwerpunkt war die Jugendfürsorge. Gleichzeitig war sie Gasthörerin an der Universität. 1925 begegnete sie dem Pädagogen, Wirtschaftswissenschaftler und Kulturpolitiker Adolf Reichwein, der 1944 als Mitglied des Kreisauer Kreises hingerichtet wurde. 1925 und 1926 arbeitete sie beim Jugendamt Hamburg in der Jugendfürsorge. 1926 bis 1930 studierte sie in Göttingen Pädagogik bei Herman Nohl, Psychologie bei Erich Weniger sowie Soziologie und Volkswirtschaft. Während eines Gastsemesters 1927 in Heidelberg hörte sie Vorlesungen bei Karl Jaspers, Alfred Weber und Arnold Bergstraesser. 1930 wurde sie bei Herman Nohl mit dem Thema „Das Wesen der Revolutionspädagogik. Eine historisch-systematische Untersuchung an der französischen Revolution“ zur Dr. phil. promoviert.

### Lehrtätigkeit bis 1933
Nach ihrer Promotion war sie bis 1931 Dozentin an den Sozialpädagogischen Frauenschulen in Breslau und bis 1932 an der Pädagogischen Akademie Stettin. 1932 wurde sie an die Pädagogische Akademie Elbing versetzt, wo sie bis zu ihrer Entlassung am 1. April 1933 unterrichtete.

### 1933 bis 1945
Bis September 1933 arbeitete sie im Kinderheim in Meura (Thüringen). Bis Januar 1934 arbeitete sie zunächst als „Maid“ in einem Siedlerhilfslager in Varchmin (Landkreis Köslin/Pommern) und leitete dann ein Lager in Grünwalde (Landkreis Rummelsberg/Pommern). Von 1934 bis 1938 war sie Dozentin an den Staatlichen Fachschulen für Frauenberufe in Bremen und richtete dort den Ausbildungszweig „Volkspflege“ ein. Nachdem sie ihre Ablehnung des Nationalsozialismus deutlich gemacht hatte, wurde sie nach einer Denunziation entlassen. Sie fand neue Arbeit in Magdeburg als Oberin der höheren Mädchenschule Viktoria-Schule. Sie eröffnete ein angeschlossenes Jugendleiterinnenseminar und eine Fachschule für Volkspflegerinnen, wie Kindergärtnerinnen zu dieser Zeit genannt wurden.

### 1945 bis 1969
Nach Kriegsende wurde sie im November 1945 Hilfsreferentin für Nachkriegsexamen der Volkspflegerinnen beim Niedersächsischen Kultusministerium in Hannover unter Adolf Grimme und Otto Haase. 1946 wechselte sie an die Pädagogische Hochschule Lüneburg und war dort zuständig für sozialpädagogische Praktika innerhalb der Lehrerausbildung. 1947 wurde sie zur Professorin ernannt. 1951 wurde sie als Professorin an die Adolf-Reichwein-Hochschule Celle (Niedersachsen) berufen. Mit dem Umzug der Adolf-Reichwein-Hochschule von Celle nach Osnabrück kam auch Elizabeth Siegel 1953 nach Osnabrück, wo sie bis 1969 als Professorin an der Pädagogischen Hochschule und späteren Universität Pädagogik und Sozialpädagogik lehrte.

### Nach der Emeritierung
Erst nach ihrer Emeritierung schloss sie sich im Alter von 68 Jahren der SPD an, obwohl sie nach eigenen Worten schon 1918 als Gymnasiastin während der Zwangsarbeit in der Munitionsanstalt bei Kassel „politisch geimpft“ worden war. Sie arbeitete in der Friedensbewegung mit und nahm auch im hohen Alter an politischen und kulturellen Veranstaltungen teil und meldete sich zu Wort. Obwohl sie 1995 in ein Osnabrücker Altenheim gezogen war, kam sie bis zum Alter von 100 Jahren zu Veranstaltungen ohne Begleitung mit dem Bus. Über ihre Wahlheimat Osnabrück sagte sie: „Osnabrück hält sich ja so einigermaßen gerade. Die letzten Bürgermeister, die sie gehabt haben, waren alle verständig. Sie sind nicht hochgestochen und sie spielen im politischen Leben eine bescheidene Rolle. Sie drängeln sich nicht vor, aber es geht ihnen gut. Sie sind ganz angesehen und sie haben einiges, worauf sie stolz sind, wie z. B. Felix Nussbaum oder früher Justus Möser. Sie können sich innerhalb Niedersachsens blicken lassen.“ Ihren 101. Geburtstag erlebte sie noch in gesundheitlicher und geistiger Frische. Sie starb trotz ihres hohen Alters unerwartet am 9. März 2002. Osnabrücks Oberbürgermeister Hans-Jürgen Fip würdigte sie in einem Nachruf als „leidenschaftliche Anwältin der Sozialpädagogik und Streiterin für das Prinzip der Solidarität und der gleichberechtigten Teilhabe aller in einer demokratisch verfassten Gesellschaft“.

## Ehrungen
Das Land Niedersachsen verlieh ihr 1980 für ihre Verdienste um die Lehrerausbildung den Niedersächsischen Verdienstorden. Die Stadt Osnabrück ehrte Elisabeth Siegel 1984 mit der höchsten Auszeichnung der Stadt, der Justus-Möser-Medaille. Die Stiftungsurkunde für den Elisabeth-Siegel-Preis wurde ihr an ihrem 100. Geburtstag am 7. Februar 2001 vor 200 Gästen, darunter der Bremer Bürgermeister Henning Scherf, im historischen Friedenssaal des Osnabrücker Rathauses überreicht. Der Preis wird an Frauen vergeben, die sich in besonderer Weise für die demokratische Kultur der Stadt Osnabrück einsetzen. Die Stadt Osnabrück nannte die Schule am Kalkhügel in Elisabeth-Siegel-Schule um. Elisabeth Siegel war Ehrenmitglied der Deutschen Gesellschaft für Erziehungswissenschaft.

## Schriften
- Das Wesen der Revolutionspädagogik. Eine historisch-systematische Untersuchung an der französischen Revolution. Göttinger Studien zur Pädagogik. Verlag Julius Beltz, Langensalza 1930.[3]
- Dafür und dagegen – ein Leben für die Sozialpädagogik. Radius-Verlag, Stuttgart 1981, ISBN 3-87173-597-3 (Lebenserinnerungen Elisabeth Siegels).